# 元氣プロジェクト
有限会社元氣プロジェクト（げんきプロジェクト）は日本のイベント企画会社。日本芸能マネージメント事業者協会会員。声優のマネージメントを行っている。

## 概要
1995年（平成7年）にかかずゆみのマネージャーをしていた岡本邦裕によって設立。後に井上和彦が社長となる。井上の社長時代は「井上和彦の声優教室（現：B-Box Actors School）」が附属の養成所となっていた。
井上の独立後は岡本が再び代表取締役に就任し、2006年（平成18年）に新たに附属の養成所として元氣塾を設立する。2008年（平成20年）、元氣エンターテインメントシアター（2010年独立、現・劇団 怪傑パンダース）を設立。
2009年（平成21年）8月、事務所の体制変更のため、大半の所属声優がオフィス ワタナベに移籍した。
現在はタレントのマネジメントを再開している。

## 所属タレント

### 男性
- 島田朋尚
- 柳繁之
- 弓家保則
- 杉山洋介
- 立花聡一朗（劇団おひさま冒険団所属）
- 保坂雄平（ジュニア所属）
- 村上翔太（ジュニア所属）
- 播磨学（ジュニア所属）
- Yoshiki（ジュニア所属）
- 伊藤真人（ジュニア所属）
- 加藤成夫

### 女性
- 倉矢ひとみ
- 吉本真梨
- 跡見真優（ジュニア所属）
- 小夏（預かり所属）
- 坂井晴（ジュニア所属）
- 風間澄海

## かつて所属していた主な声優

### 男性
- 市来光弘（現所属：マウスプロモーション）
- 井上和彦（元社長兼役者、現所属：B-Box）
- 尾形雅宏（現所属：悟空）
- 勝杏里（現所属：賢プロダクション）
- 佳月大人（現所属：プロダクション・エース）
- 小礒岳人（フリー）
- 坂上晶（現所属：オブジェクト）
- 泰勇気（現所属：リマックス）
- 高口公介（現所属：賢プロダクション）
- 速水けんたろう（現所属：81プロデュース）
- 原俊之
- フルヤミツアキ
- 増川洋一（フリー）
- 三神要
- 宮脇健
- 本橋尚土
- 矢部雅史（現所属：オフィス ワタナベ）
- 大和武志
- 脇田竜蔵

### 女性
- 秋田まどか（現所属：オフィス ワタナベ）
- あきやまかおる（現所属：ぷろだくしょんバオバブ）
- 杏泉しのぶ（現所属：Theatre劇団子）
- 五十嵐浩子（フリー）
- 一田梨江（現所属：オフィス ワタナベ）
- 上村彩子
- 梅里紗生
- 大竹美佳
- 大野佐和
- 岡田加奈子（現所属：オフィス ワタナベ）
- 岡田純子
- 長内菜摘美（フリー[1]）
- かかずゆみ（現所属：青二プロダクション）
- 笠原あきら（現所属：NAVUE株式会社）
- 葛城愛梨（現所属：ワイスプロダクション）
- 神崎ちろ（現所属：オフィス ワタナベ）
- 儀武ゆう子（フリー）
- くるまどあきこ（フリー）
- 小島めぐみ（現所属：オフィス ワタナベ）
- 小日向みわ（現所属：リマックス）
- 坂本梓馬（現所属：オフィス ワタナベ）
- 櫻井浩美（現所属：オフィス ワタナベ）
- 沢村真希
- 時田光（現所属：オフィス ワタナベ）
- なかじまゆうゆ（フリー）
- 中島裕美子（現所属：B-Box）
- 野崎紘夢（現所属：リマックス）
- 長谷優里奈（声優業休止）
- 東野里加
- 廣坂愛
- 松崎亜希子（フリー）
- 宮崎綸（現所属：ワイスプロダクション）
- 明神あい
- 山川琴美（現所属：東京俳優生活協同組合）
- 山崎佑美（現所属：ワイスプロダクション）
- 山本留里佳